# Lillieborg
Lillieborg var en svensk adelsätt, adlad 1676, introducerad 1678, och som tros ha varit utdöd 1684.
Henrik Henriksson Fattenborg var kanslist, regementsskrivare, inspektor, krigskassör och revisionssekreterare, adlades Lillieborg jämte sin fosterdotter Sofia Palm, adlad Lillieborg, vilken introducerades 1678 under nummer 895 på Sveriges riddarhus. Henrik Lillieborg dog barnlös 1684 och slöt själv sin ätt.
Sofia Lillieborg var gift 1684 med kaptenen Henrik Gyllenspång, död 1719. 